# Municipio de Charleston (Míchigan)
El municipio de Charleston (en inglés: Charleston Township) es un municipio ubicado en el condado de Kalamazoo en el estado estadounidense de Míchigan. En el año 2010 tenía una población de 1975 habitantes y una densidad poblacional de 21,44 personas por km².

## Geografía
El municipio de Charleston se encuentra ubicado en las coordenadas 42°17′40″N 85°20′48″O / 42.29444, -85.34667. Según la Oficina del Censo de los Estados Unidos, el municipio tiene una superficie total de 92.12 km², de la cual 90,07 km² corresponden a tierra firme y (2,22 %) 2,05 km² es agua.

## Demografía
Según el censo de 2010, había 1975 personas residiendo en el municipio de Charleston. La densidad de población era de 21,44 hab./km². De los 1975 habitantes, el municipio de Charleston estaba compuesto por el 96,15 % blancos, el 0,96 % eran afroamericanos, el 0,25 % eran amerindios, el 0,41 % eran asiáticos, el 0,81 % eran de otras razas y el 1,42 % eran de una mezcla de razas. Del total de la población el 1,62 % eran hispanos o latinos de cualquier raza.